# 陈建生 (1956年)
陈建生（1956年12月—），男，河南内黄人，中华人民共和国政治人物。教授级高级工程师职称。第十一届、十二届全国人大代表。

## 生平
1974年4月参加工作，1990年11月加入中国共产党。1995年6月，任鹤壁矿务局副局长。1997年11月，任郑州煤炭工业集团公司副总经理。1999年12月，任郑州煤炭工业集团公司总经理、副董事长（2001年9月-2004年12月在职在中国矿业大学北京研究生部博士研究生班学习，获管理学博士学位）。2004年1月，任平顶山煤业(集团)有限责任公司董事长、党委书记。2008年11月，任中国平煤神马能源化工集团有限责任公司董事长、党委书记。
2010年10月，任平顶山市代市长（2011年1月当选市长）。2013年4月，任中共平顶山市委书记。2016年5月，任河南省人大常委会副秘书长。2016年12月，改任河南省人大民族侨务外事委员会主任委员，省人大常委会民族侨务、外事工作委员会主任。

### 落马
2019年5月，因涉嫌严重违纪违法，接受河南省纪委监委纪律审查和监察调查。